# Mountain Lake Park
Mountain Lake Park é uma cidade  localizada no estado americano de Maryland, no Condado de Garrett.

## Demografia
Segundo o censo americano de 2000, a sua população era de 2248 habitantes.
Em 2006, foi estimada uma população de 2143, um decréscimo de 105 (-4.7%).

## Geografia
De acordo com o United States Census Bureau tem uma área de
4,1 km², dos quais 3,9 km² cobertos por terra e 0,2 km² cobertos por água.

## Localidades na vizinhança
O diagrama seguinte representa as localidades num raio de 16 km ao redor de Mountain Lake Park.